# Numb (Usher-Lied)
Numb ist ein Lied des US-amerikanischen Sängers Usher.

## Inhalt und Komposition
Das Lied ist 3:45 Minuten lang und wurde am 21. August 2012 als vierte Single aus Ushers Album Looking 4 Myself veröffentlicht. Der Text richtet sich an eine/n Unbekannte/n und rät, gegenüber der Welt taub, gefühllos (numb) zu sein. In einer Zeile heißt es nur was dich nicht umbringt, macht dich stark (...what don’t kill only makes you strong...).

## Musikvideo
Das Video zu Numb wurde im Juli 2012 aufgenommen. Es zeigt erst Usher in einer Szene auf seiner OMG World Tour, dann in einem Krankenhaus mit einer Frau.

## Kommerzieller Erfolg

### Chartplatzierungen
| ChartsChartplatzierungen       | Höchstplatzierung | Wochen |
| ------------------------------ | ----------------- | ------ |
| Deutschland (GfK)              | 24 (12 Wo.)       | 12     |
| Österreich (Ö3)                | 18 (12 Wo.)       | 12     |
| Vereinigte Staaten (Billboard) | 69 (7 Wo.)        | 7      |

### Auszeichnungen für Musikverkäufe
| Land/Region       | Auszeichnungen für Musikverkäufe (Land/Region, Auszeichnung, Verkäufe) | Verkäufe |
| ----------------- | ---------------------------------------------------------------------- | -------- |
| Australien (ARIA) | Gold                                                                   | 35.000   |
| Kanada (MC)       | Gold                                                                   | 40.000   |
| Insgesamt         | 2× Gold ·                                                              | 75.000   |

Hauptartikel: Usher/Auszeichnungen für Musikverkäufe